# Bellino
Bellino (piemontiul: Blin) település Olaszországban, Piemont régióban, Cuneo megyében. Lakosainak száma 100 fő (2023. január 1.). Bellino Acceglio, Casteldelfino, Elva, Pontechianale, Prazzo és Saint-Paul-sur-Ubaye községekkel határos.

## Népesség
A település népessége az elmúlt években az alábbi módon változott:
| Lakosok száma | 108  | 103  | 100  |
|               | 2017 | 2018 | 2023 |